# Kiss Me Once Tour
Kiss Me Once Tour è il quattordicesimo tour della cantante australiana Kylie Minogue, intrapreso per la promozione del suo dodicesimo album in studio Kiss Me Once, uscito nel marzo 2014. La tournée, iniziata a Liverpool il 24 settembre 2014, si è protratta sino al marzo 2015.
La cantante si è esibita in varie città europee e australiane, con una data zero a Ibiza e un concerto speciale a Dubai in occasione della World Cup 2015. Nell'estate del 2015, Kylie Minogue è tornata in Europa per esibirsi in sei festival musicali tra Danimarca, Inghilterra, Finlandia e Germania, con uno show leggermente rivisitato che ha preso la denominazione di Summer 2015.

## Sviluppo

### Antefatti
Il tour è stato annunciato ufficialmente nel marzo 2014, con la rivelazione delle prime date europee. Le date australiane sono state annunciate nel giugno dello stesso anno, durante una puntata di The Voice Australia.
Inizialmente, erano previsti spettacoli a Colonia, Monaco di Baviera, Berlino e Amburgo, tuttavia, a causa delle difficoltà finanziarie del promotore CT Creative Talent, gli spettacoli sono stati cancellati nell’ottobre 2014. Anche il concerto a Vienna, è stato cancellato a seguito della conseguente modifica del programma del tour.
Il 22 agosto 2014, Kylie ha partecipato al "This is Hard Rock Festival", all'Ushuaïa Hotel a Ibiza, Spagna, dove si è esibita con 6 brani,  mostrando in anteprima i capi dell'imminente tour.
Dopo l'anteprima del concerto a Ibiza, l'8 settembre, sul canale Twitter della cantante, vengono postate le prime immagine delle prove del tour; mentre il 13 settembre vengono resi noti i nomi di alcuni dei componenti del personale tecnico che hanno accompagnato Kylie anche nelle altre tournée: il direttore creativo William Baker, direttore musicale Steve Anderson e il coreografo australiano Ashley Wallen, con cui aveva già collaborato nel Intimate and Live.
Nei giorni precedenti al primo spettacolo, è stato annunciato che sarebbero state eseguite sei canzoni tratte da Kiss Me Once, altre 18 canzoni dal resto della sua carriera, oltre a una "cover inaspettata", che è stata rivelata durante la serata d'apertura: si trattava di Need You Tonight degli INXS. Kylie è stata fidanzata con il leader della band, Michael Hutchence, dal 1989 al 1991. Infine è stato annunciato un medley e un'intera sezione composta esclusivamente da alcuni dei suoi successi degli anni '80. Kylie ha dichiarato di aver avuto accesso ai suoni originali della casa discografica PWL.

### Palco e scenografia

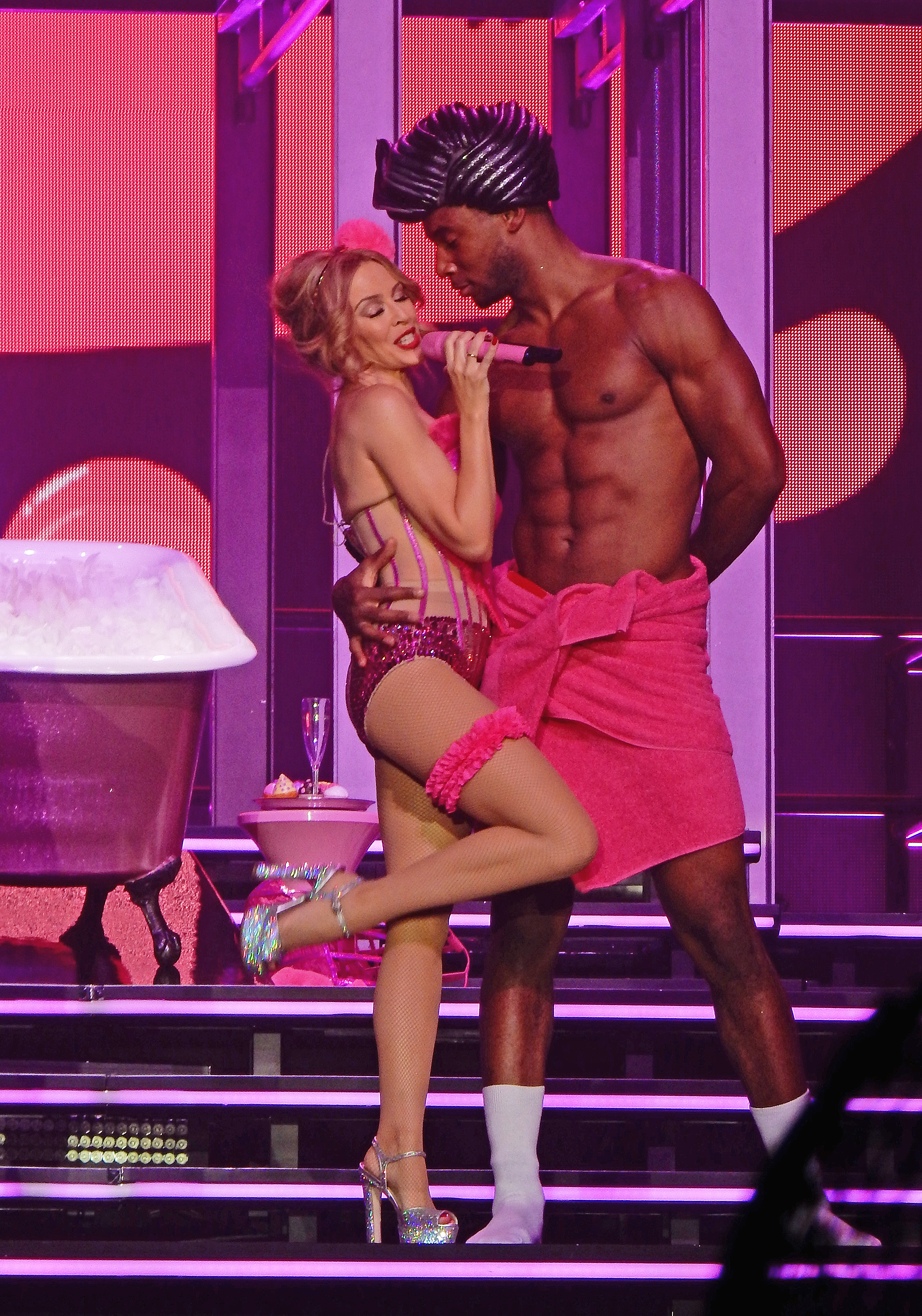
Kylie durante il Dollhouse Medley

La scenografia del palco, ispirato all'architettura Bauhaus, alla geometria e all'atmosfera dei club, è stato considerato meno elaborato e più semplice rispetto ai suoi tour precedenti, e includeva una passerella a forma di T e un'enorme struttura in acciaio fissa, progettata per conferire un'atmosfera industriale e metallica allo spettacolo. Gli effetti speciali sono stati realizzati da ER Productions, i cui laser venivano proiettati sul pubblico utilizzando effetti di diffrazione, con un totale di 67 zone di proiezione. La lighting designer del tour, Louisa Smurthwaite, ha utilizzato un gran numero di apparecchi di illuminazione per creare un "design intelligente ed elegante", caratterizzato sia da "atmosfere calde e soffuse" che da "audaci effetti laser".

### Costumi
I costumi della tournée sono stati disegnati da Jean-Paul Gaultier, Julien MacDonald, Dolce & Gabbana, Marchesa e William Wilde.

### Tour book
Kylie ha pubblicato il libro Kiss Me Once Tour Programme, (26,5x28cm) venduto a $19.99, che presenta una copertina con finitura lucida a spot e 36 pagine di fotografie a colori. La copertina della brochure è ispirata alla Mae West Room di Salvador Dalí e ad altre sue celebri opere surrealiste. La fotografia utilizzata è stata realizzata da William Baker, storico collaboratore creativo di Kylie Minogue. Insieme a lui, hanno lavorato il visionario Richard Christiansen e il team di Chandelier Creative, dando vita a una brochure audace e ricca di suggestioni visive. L'immagine di partenza è esattamente quella di copertina all'album Kiss Me Once, a cui sono stati aggiunti diversi elementi, come una mascherina ispirata all'icona di Grindr, affiancata da immagini che rendono omaggio all’universo onirico di Dalí. L’idea del bacio in copertina richiama il celebre divano a forma di labbra creato dall’artista spagnolo, mentre gli orologi che colano, simbolo della Persistenza della memoria, sono un richiamo ai background video dell'esibizione di Timebomb.

### Successo commerciale
Nella lista di Pollstar "2014 Year-end Top 100 Worldwide Tours", il Kiss Me Once Tour si è classificato al 96º posto, con un incasso di 17 milioni di dollari e 186.813 biglietti venduti per 28 spettacoli in Europa. Secondo Billboard Boxscore, la tappa australiana ha incassato un totale stimato di 4 milioni di dollari.

## Sinossi

### Anteprima
Prima dello spettacolo principale, veniva proiettato un cortometraggio di Baker intitolato Sleepwalker, che includeva tre brani inediti di Kylie e Fernando Garibay: Glow, Wait e Break This Heartbreak. Tutti e tre i brani sono stati resi disponibili per il download gratuito tramite il canale ufficiale SoundCloud di Kylie, insieme a un altro brano inedito di Garibay intitolato Chasing Ghosts, utilizzato come interludio prima del medley anni '80. Il 28 settembre è stato pubblicato un teaser di 47 secondi di Sleepwalker sull’account YouTube di Garibay. Il 19 novembre 2014, il cortometraggio completo è stato reso disponibile sull’account YouTube di Kylie.

### Spettacolo
Lo spettacolo è suddiviso in sette segmenti: Surrealist Girlie Revue, Bauhaus Disco, Dollhouse, Fashsex, Kiss Me Once, Showgirl2014 e un Encore. Secondo il tour book, gli atti del concerto sono 6 e prendono il nome di: First Kiss, Secret Kiss, Dizzy Kiss, Lick Kiss, Aussie Kiss e Encore.
Surrealist Girlie Revue / First Kiss: Lo spettacolo si apre con un filmato che includeva estratti di Breathe, mostrando Kylie dietro una lastra di vetro bagnata da gocce d’acqua, simile alla copertina dell'album Kiss Me Once. La cantante emerge poi sul palco, sdraiata su un grande set a forma di labbra illuminate, mentre intona Les Sex. La scenografia, gli schermi e i costumi dei ballerini per questa sezione sono ispirati allo stile di Salvador Dalí. Seguono In My Arms, Timebomb, e Sexy Love (quest’ultima è stata eliminata dalla scaletta dopo i primi cinque spettacoli). Chiude la prima parte dello show una nuova versione di Wow.
Bauhaus Disco / Secret Kiss: il secondo segmento comincia con un remix di Step Back in Time, costruito sulla celebre linea di basso di Good Times degli Chic. Seguono una nuova versione di Spinning Around e poi Your Disco Needs You. Dopo aver rivolto qualche parola al pubblico, Kylie esegue un remix di On A Night Like This, concludendo la sezione con Slow. Nelle date australiane, Giorgio Moroder saliva sul palco per duettare con lei in Right Here, Right Now subito dopo On A Night Like This. Dopo Slow segue un interludio video con Chasing Ghosts, un altro brano nato dalla collaborazione con Fernando Garibay.
Dollhouse / Dizzy Kiss: la terza parte si compone di un medley chiamato Dollshouse, incentrato su cinque brani del periodo PWL di Kylie. La performance comincia con un interludio di Enjoy Yourself, durante il quale i ballerini appaiono vestiti come Ken e Barbie. Kylie poi emerge in scena per interpretare Hand on Your Heart, Never Too Late, Got to Be Certain e I Should Be So Lucky. Durante questa sequenza, si toglie un capo per ogni brano, fino a rimanere in corsetto e giarrettiera, per cantare l’ultimo pezzo immersa in una vasca da bagno, in omaggio alla scena originale del videoclip.
Fashsex / Lick Kiss: la quarta sezione si apre con un interludio di danza basato su Skirt. Segue una cover di Need You Tonight degli INXS, dedicata a Michael Hutchence, ex compagno della cantante. Kylie appare emergendo da un tavolo, vestita con un trench coat in PVC e un cappello, accompagnata da quattro ballerini in trench neri e visori, in riferimento al videoclip di Can’t Get You Out of My Head. A seguire, canta Sexercize, accompagnata da un interludio che mescolava frammenti di Nu-di-ty, Sexercize e French Kiss di Lil Louis. Quest' interludio, soprannominato Nu-di-ty Segue, vedeva i ballerini maschi togliersi trench e pantaloni. Successivamente, Kylie tornava sul palco con un nuovo remix di Can’t Get You Out of My Head, indossando un abito in latex di William Wilde. L’atto si chiude con l’artista che presenta la band e interpreta Kids.
Kiss Me Once / Aussie Kiss: il quinto segmento prende il via con un video-interludio, visivamente simile a quello iniziale, con Kylie dietro un vetro bagnato dalla pioggia. Kylie torna poi in scena con un vestito blu e a piedi nudi, per eseguire da sola il brano Beautiful, mentre cammina lungo la passerella. La sezione si conclude con Kiss Me Once. La sesta, Showgirl2014,  parte comincia con il remix di Get Outta My Way a cura di Steve Anderson. Kylie riappare indossando un costume da showgirl diviso a metà: nero da un lato e argento dall’altro. Segue un remix aggiornato di Love at First Sight e, dopo aver ascoltato alcune richieste del pubblico, esegue All the Lovers.
Encore: chiude lo spettacolo la performance di Into the Blue.

## Scaletta
Atto I: SURREALIST GIRLIE REVUE
- Intro: Breathe / Les Sex

1. Les Sex
2. In My Arms
3. Timebomb
4. Wow

Atto II: BAUHAUS DISCO

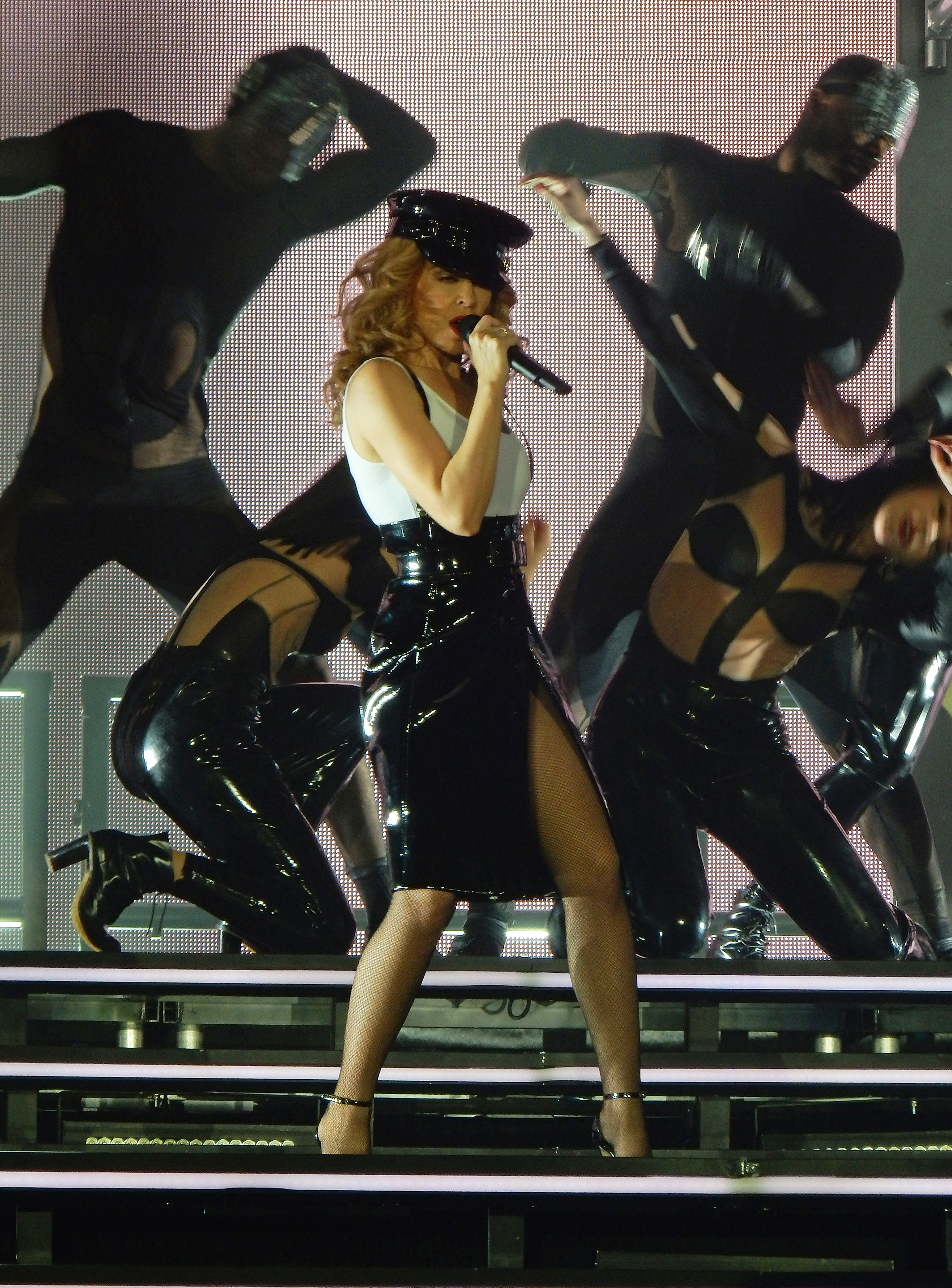
Kylie Minogue esegue Can't Get You out of My Head al concerto di Sheffield.

1. Step Back in Time (contiene un sample del brano del 1991 Closer)
2. Spinning Around
3. Your Disco Needs You (Almighty Mix)
4. On A Night Like This
5. Slow (contiene elementi del Chemical Brothers Mix)

Atto III: DOLLHOUSE
- Interludio: Chasing Ghosts
- Interludio: Enjoy Yourself

1. Hand on Your Heart
2. Never Too Late
3. Got to Be Certain
4. I Should Be So Lucky

Atto IV: FASHSEX
- Interludio: Skirt

1. Need You Tonight
2. Sexercize

- Interludio: Nu-di-ty Segue

1. Can't Get You Out of My Head
2. Kids

Atto V: KISS ME ONCE
1. Beautiful
2. Kiss Me Once

Atto VI: SHOWGIRL2014
1. Get Outta My Way
2. Love at First Sight
3. The Loco-Motion
4. All the Lovers

ENCORE
1. Into the Blue

Fonte:

### Variazioni della scaletta
- Sexy Love faceva inizialmente parte dello show e veniva cantata dopo Timebomb; è stata però rimossa a partire dalla performance all'iTunes Festival.
- Giorgio Moroder si è unito alla cantante durante tutti i concerti australiani per la performance di Right Here, Right Now e I Feel Love dopo On A Night Like This.
- Durante i concerti australiani, Tears on My Pillow è stata cantata dopo Can’t Get You Out of My Head.
- Locomotion non è stata eseguita durante i primi due concerti del tour.
- La performance all'iTunes Festival è stata modificata, con una scaletta ridotta di 17 brani.
- Durante i vari concerti della tournée la cantante accettava puntualmente di eseguire a cappella canzoni richieste dal pubblico.

### Concept originario della scaletta
- Timebomb era inizialmente prevista come canzone di apertura dello spettacolo, ma è stata poi sostituita da Les Sex.
- Nelle prime fasi di sviluppo dello show, Kylie ha dichiarato di aver riflettuto su come portare sul palco Mr President. Alla fine, il brano non è stato incluso nella scaletta definitiva, ma alcuni suoi elementi sono stati integrati nella performance di Can't Get You Out of My Head.
- If Only e I Was Gonna Cancel sono state provate, con coreografie complete, ma sono state eliminate dalla scaletta finale.
- In Your Eyes era stata inizialmente inclusa nella scaletta, con un nuovo arrangiamento, ma è stata tagliata all’ultimo momento.
- Break This Heartbreak, uno dei brani presenti nel video Sleepwalker, era stato progettato per essere inserito nello spettacolo, con una bara di vetro come elemento scenico, e con le immagini del video proiettate sullo schermo. Si dice che questa fosse la parte preferita dai ballerini, ma è stata infine scartata.
- Anche Better the Devil You Know era stata inizialmente prevista nella scaletta. Kylie aveva confermato la sua presenza, aggiungendo che il brano era stato "abbassato di un semitono" parlando del medley anni '80 prima dell’inizio del tour; tuttavia, è stato poi escluso. Lo stesso è accaduto per Wouldn't Change a Thing e Turn It into Love.
- In My Arms era originariamente prevista per il bis finale, ma è stata spostata alla seconda posizione dell’intero spettacolo.

## Recensioni

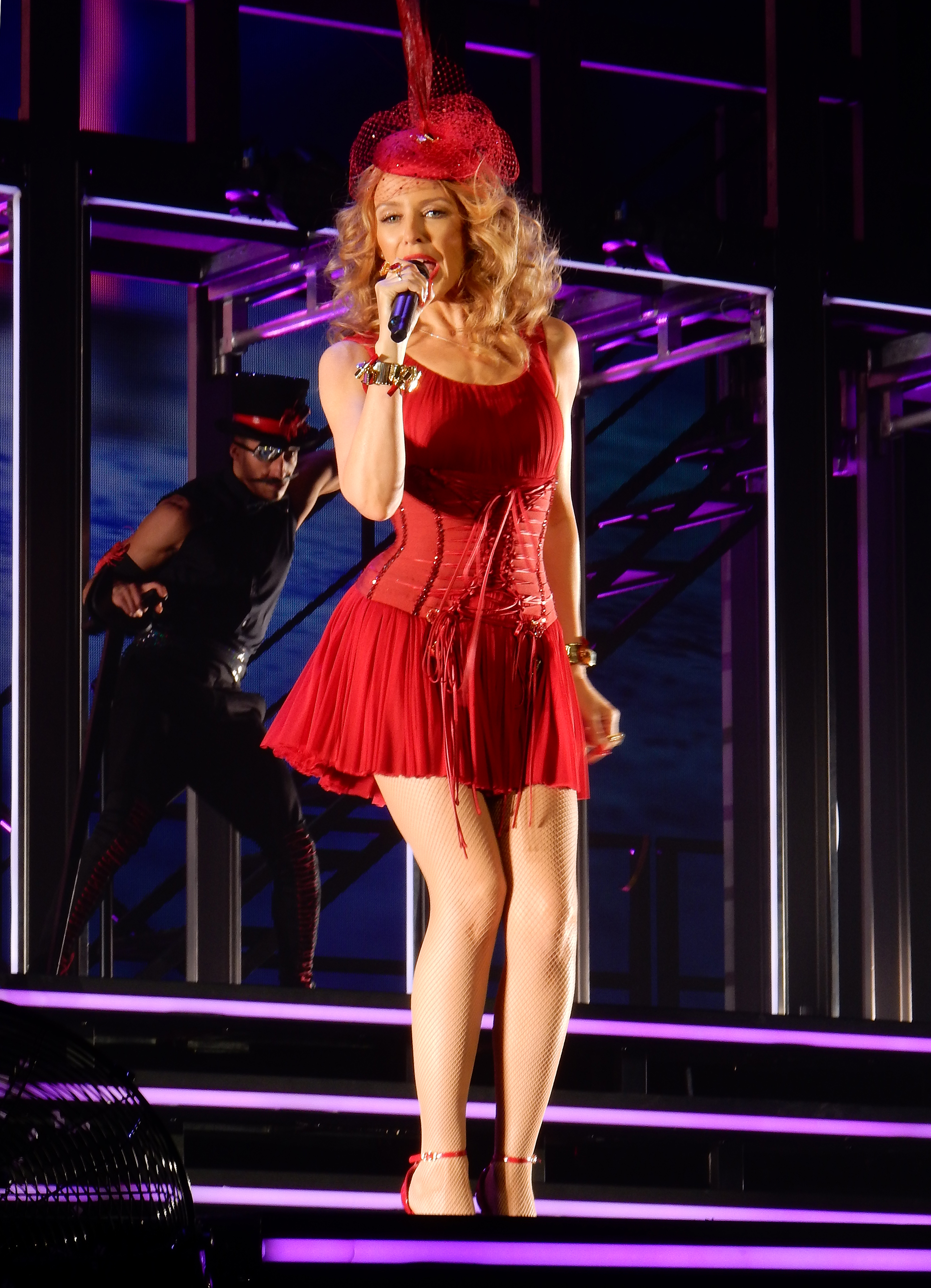
Kylie Minogue esegue Wow in concerto a Manchester.

Il Daily Mirror recensì il primo concerto a Liverpool, scrivendo che era stato "sostenuto da una raccolta di grandi successi tra cui "Wow", "Step Back in Time", "Spinning Around", "On a Night like This" e "Slow"", e sottolineò come Kylie avesse cantato "Especially for You" su richiesta di un fan dal pubblico". Dave Simpson del Guardian scrisse: "Per quanto estremo, il concerto è abbastanza minimalista per concentrare l'attenzione sul suo carisma e sulle sue canzoni [...] Si stenta a credere che abbia 46 anni, abbia sconfitto il cancro [...] E tutti, Kylie Minogue compresa, se ne vanno con un sorriso da un orecchio all'altro".
The Independent recensì il primo concerto londinese scrivendo "la mini popstar trasuda energia e carisma, nonostante i suoi sforzi di dimostrare alle generazioni più giovani di che pasta è fatta. [...] Sfoggia completini in pelle da far concorrenza a Rihanna" mentre "le sue ballerine twerk mentre un video in bianco e nero in stile Beyoncé passa sugli schermi". Conclude scrivendo "La sua presenza scenica la terrà sul palco per almeno un altro decennio". Lewis Corner from Digital Spy lodò la scelta dei brani di fine anni Novanta/inizio Duemila, e commentò: "il Kiss Me Once Tour sarà anche su piccola scala se paragonato ai fasti di Kylie Minogue, ma il suo glamour, il suo carisma e la sua forte vocalità ne hanno assicurato il successo". Alice Vincent del The Telegraph si disse al contempo compiaciuta e allarmata della meccanicità dell'esibizione di Kylie: "Il Kiss Me Once Tour è uno show da manuale: laser, vestiti che si fanno sempre più succinti (come una matriosca), ballerini disco dance e, in mezzo a tutto, la minuta Kylie, che canta una hit dopo l'altra". Vincent criticò la scelta degli abiti di scena stile Taylor Swift.
Chloe Papas del Guardian recensì il concerto di Kylie a Perth, lodando la sua performance vocale nelle note alte e nel suo cantato a cappella, ma scrivendo "in un mondo in cui la musica pop è dominata da messaggi politici e introspezione personale, Kylie non ha molto da dire". Concluse ssotenendo come "la sua musica fa fatica a coinvolgere un pubblico sempre diverso" ma che lo spettacolo era stato comunque incredibile.  Simon Collins del The West Australian scrisse: " la Minogue resta la regina del pop in Australia. Stiamo mandando il cantante sbagliato all'Eurovision", aggiungendo come "con Kiss Me Once ha superato lo spettacolare ma macchinoso Aphrodite World Tour del 2011, concentrandosi questa volta sulle hit della cantante." Joel Meares del The Sydney Morning Herald sottolineò come "la Qantas Union Credit Arena non era esattamente gremita per l'unico concerto a Sydney della star (mentre nel suo ultimo tour si era esibita con tre concerti all'arena), ma se anche Kylie non fosse stata al top del morale, non si è visto".
La parte estiva del tour raccolse principalmente consensi di critica. Tom Belger del Liverpool Echo recensì il suo show nel Merseyside definendolo "un trionfale ritorno nella nostra contea". Scrisse che gli abiti di scena "facevano un po' troppo Natale, ma come fargliene una colpa nel corso di un tour apparentemente infinito?". Ashley Percival del The Huffington Post definì il concerto di Kylie Minogue all'Hyde Park londinese "lo show da Glastonbury che la Minogue non ci ha mai regalato". Aggiunse che "Kylie ha dimostrato di essere una disco diva indomabile" anche dopo "un paio d'anni alquanto problematici [...] che l'hanno visto firmare per la Roc Nation di Jay Z dopo essersi separata dal suo manager a fine 2013 dopo 25 anni". Concluse augurandosi di vedere la Minogue presto anche a Glastonbury. Pierre Perrone del The Independent scrisse una recensione meno entusiasta: "Kylie Minogue non è ancora del tutto una performer da grandi location all'aperto".

## Date
| Data              | Città       | Stato               | Luogo                 | Biglietti disponibili / Biglietti venduti | Incasso    |
| Europa            | Europa      | Europa              | Europa                | Europa                                    | Europa     |
| ----------------- | ----------- | ------------------- | --------------------- | ----------------------------------------- | ---------- |
| 24 settembre 2014 | Liverpool   | Regno Unito         | Echo Arena Liverpool  | -                                         | -          |
| 26 settembre 2014 | Manchester  | Regno Unito         | Phones 4U Arena       | 13,285 / 14,585 (91%)                     | $1,124,680 |
| 27 settembre 2014 | Londra      | Regno Unito         | The Roundhouse**      | -                                         | -          |
| 29 settembre 2014 | Londra      | Regno Unito         | The O2 Arena          | 29,015 / 39,193 (74%)                     | $2,745,410 |
| 30 settembre 2014 | Londra      | Regno Unito         | The O2 Arena          | 29,015 / 39,193 (74%)                     | $2,745,410 |
| 1º ottobre 2014   | Londra      | Regno Unito         | The O2 Arena          | 29,015 / 39,193 (74%)                     | $2,745,410 |
| 3 ottobre 2014    | Cardiff     | Regno Unito         | Motorpoint Arena      | -                                         | -          |
| 4 ottobre 2014    | Nottingham  | Regno Unito         | Capital FM Arena      | -                                         | -          |
| 5 ottobre 2014    | Nottingham  | Regno Unito         | Capital FM Arena      | -                                         | -          |
| 7 ottobre 2014    | Birmingham  | Regno Unito         | NIA                   | -                                         | -          |
| 11 ottobre 2014   | Monte Carlo | Monaco              | Sporting Monte Carlo  | -                                         | -          |
| 13 ottobre 2014   | Madrid      | Spagna              | Palacio Deportes      | -                                         | -          |
| 14 ottobre 2014   | Barcellona  | Spagna              | Palau Sant Jordi      | -                                         | -          |
| 15 ottobre 2014   | Montpellier | Francia             | Park&Suites Arena     | -                                         | -          |
| 18 ottobre 2014   | Budapest    | Ungheria            | Budapest Sports Arena | -                                         | -          |
| 19 ottobre 2014   | Bratislava  | Slovacchia          | Slovnaft Arena        | -                                         | -          |
| 21 ottobre 2014   | Praga       | Rep. Ceca           | O2 Arena              | -                                         | -          |
| 30 ottobre 2014   | Łódź        | Polonia             | Atlas Arena           | -                                         | -          |
| 31 ottobre 2014   | Kaunas      | Lituania            | Žalgirio Arena        | -                                         | -          |
| 2 novembre 2014   | Rīga        | Lettonia            | Arena Riga            | -                                         | -          |
| 5 novembre 2014   | Lilla       | Francia             | Zenith Arena          | -                                         | -          |
| 6 novembre 2014   | Bruxelles   | Belgio              | Palais 12             | -                                         | -          |
| 8 novembre 2014   | Dublino     | Irlanda             | The O2                | -                                         | -          |
| 9 novembre 2014   | Belfast     | Regno Unito         | Odyssey Arena         | -                                         | -          |
| 11 novembre 2014  | Newcastle   | Regno Unito         | Metro Radio Arena     | -                                         | -          |
| 12 novembre 2014  | Glasgow     | Regno Unito         | SSE Hydro             | -                                         | -          |
| 13 novembre 2014  | Sheffield   | Regno Unito         | Motorpoint Arena      | -                                         | -          |
| 15 novembre 2014  | Parigi      | Francia             | Bercy                 | -                                         | -          |
| 17 novembre 2014  | Zurigo      | Svizzera            | Hallenstadion         | -                                         | -          |
| Oceania           |             |                     |                       |                                           |            |
| 14 marzo 2015     | Perth       | Australia           | Perth Arena           | 7.989 / 8.187 (98%)                       | $820.342   |
| 17 marzo 2015     | Adelaide    | Australia           | Entertainment Centre  | 5.696 / 8.064 (71%)                       | $516.989   |
| 18 marzo 2015     | Melbourne   | Australia           | Rod Laver Arena       | 10.369 / 11.224 (92%)                     | $863.512   |
| 20 marzo 2015     | Sydney      | Australia           | Entertainment Centre  | 9.129 / 9.735 (94%)                       | $1.035.330 |
| 21 marzo 2015     | Brisbane    | Australia           | Entertainment Centre  | 6.865 / 7.227 (95%)                       | $754.893   |
| Asia              |             |                     |                       |                                           |            |
| 28 marzo 2015     | Dubai       | Emirati Arabi Uniti | Ippodromo Meydan      | -                                         | -          |

- (**) Il concerto di Londra al Roundhouse, fa parte del iTunes Festival.[35]

### Date riprogrammate o cancellate
- 22 ottobre 2014, Colonia,  Germania - Cancellata, problemi finanziari del promoter[36]
- 23 ottobre 2014, Vienna,  Austria - Cancellata, evento in conflitto con altra manifestazione[37]
- 25 ottobre 2014, Monaco di Baviera,  Germania - Cancellata, problemi finanziari del promoter[36]
- 27 ottobre 2014, Berlino,  Germania - Cancellata, problemi finanziari del promoter[36]
- 28 ottobre 2014, Amburgo,  Germania - Cancellata, problemi finanziari del promoter[36]

## Registrazioni e broadcasting

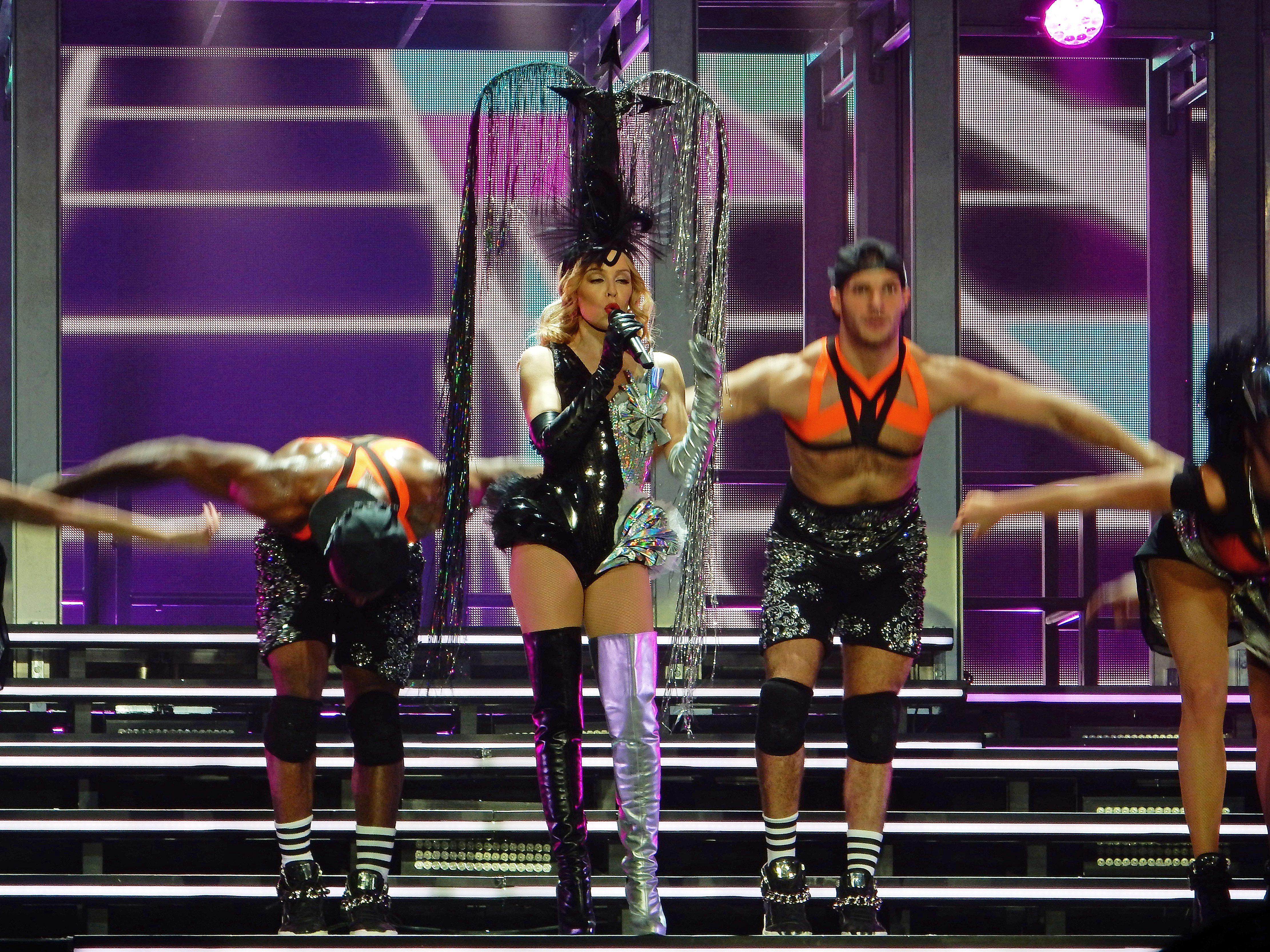
Kylie durante Love at First Sight

Il concerto tenutosi al SSE Hydro di Glasgow è stato registrato professionalmente in 4K per essere poi distribuito in formato DVD/Blu-ray e live album dal titolo Kiss Me Once Live at the SSE Hydro.
Il film concerto, diretto da William Baker, è stato distribuito a partire dal 23 marzo 2015. Tears on My Pillow, seppur eseguita e presente nella versione video, non è inclusa nell’edizione audio. Analogamente accade per i video interludi Skirt e Chasing Ghosts.
Come contenuto bonus, il cofanetto DVD/Blu-ray include anche il filmato Sleepwalker, proiettato regolarmente sui maxi schermi prima dell’inizio di ogni concerto, e i background video utilizzati per le performance di: In My Arms, Skirt, Chasing Ghosts, Sexercize, e Can’t Get You Out of My Head.
In aggiunta, il concerto tenutosi come parte dell’iTunes Festival è stato trasmesso in diretta da Apple e le esibizioni di Kiss Me Once, Step Back in Time, Spinning Around, On A Night Like This, Locomotion, Beautiful e Love At First Sight, sono state incluse come tracce audio nella riedizione dell’album intitolata Kiss Me Once (iTunes Festival Deluxe Edition).

## Personale

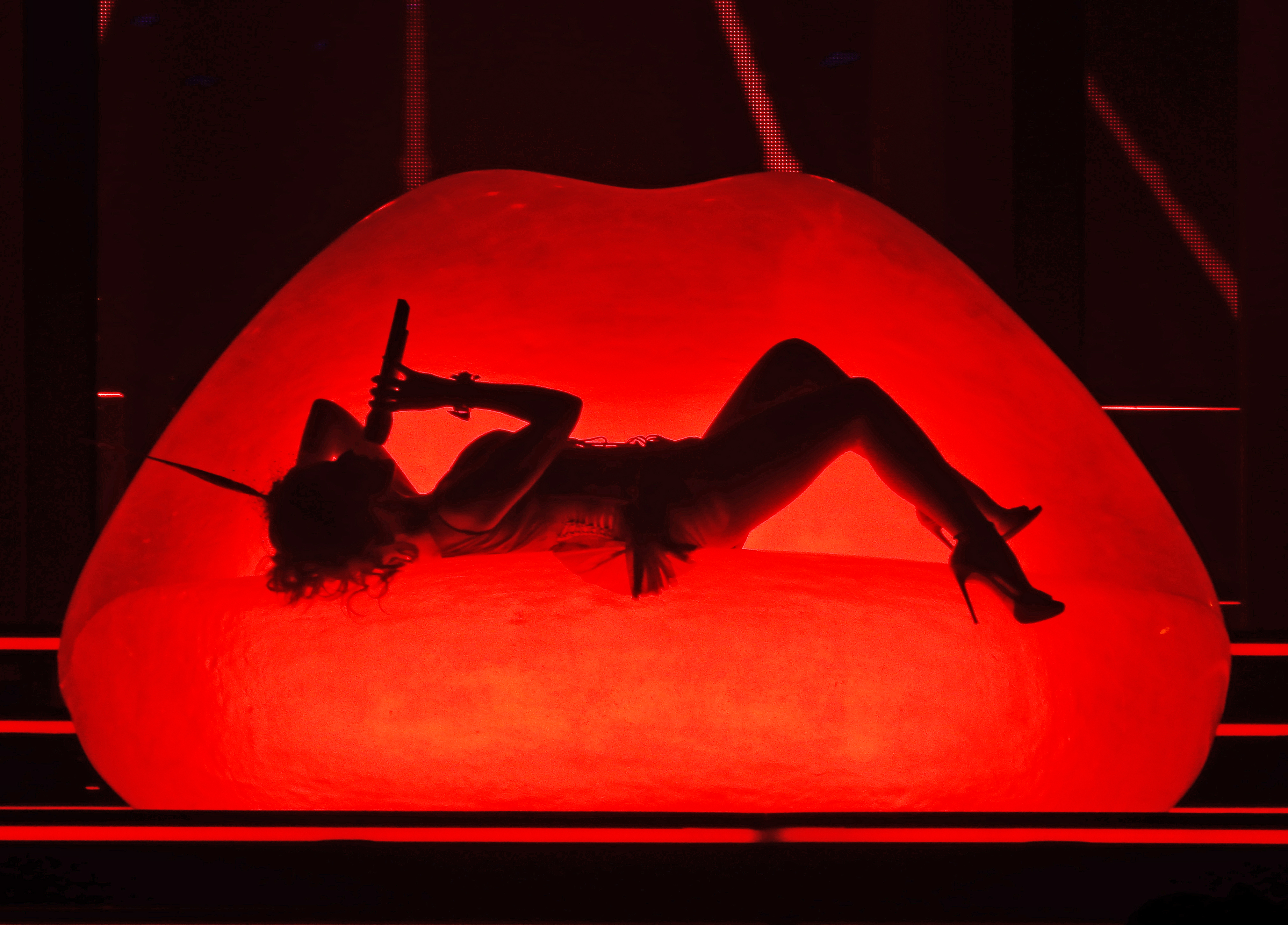
Kylie durante Les Sex

- Kylie durante Les SexDirezione creativa: William Baker, Kylie Minogue
- Direttore musicale: Steve Anderson
- Coreografo: Ashley Wallen
- Designer luci: Rob Sinclair
- Pianoforte, tastiere: Pete Watson
- Batteria: Tom Meadows
- Basso: Dishan Abrahams
- Chitarra: Luke Fitton
- Cori: Roxy Rizzo, Lucy Jules
- Costumi: Dolce & Gabbana, Jean-Paul Gaultier, Marchesa, Julien MacDonald, William Wilde
- Coreografo: Ashley Wallen
- Assistente coreografo: Dean Lee
- Ballerini: Jenny Griffin, Katie Collins, Sarah Robinson, Lisa Spencer, Aaron Witter, Ben Akl, Kevin "Kefton" Missamou, Brice "Skorpion" Larrieu
- Management: Roc Nation
- Assistente personale: Leanne Buckham
- Parrucchiere e truccatore: Christian Vermaak
- Scenografo: Alan MacDonald
- Direttore delle luci: Rob Sinclair
- Tour manager: Sean Fitzpatrick